# Girl I'm Gonna Miss You
Girl I'm Gonna Miss You (a volte indicato come I'm Gonna Miss You) è un singolo del gruppo musicale tedesco Milli Vanilli, pubblicato nel 1989.

## Tracce
1. Girl I'm Gonna Miss You
2. Can't You Feel My Love
3. All or Nothing
4. More Than You'll Ever Know
5. Baby Don't Forget My Number

## Classifiche

### Classifiche settimanali
| Classifica (1989/90)             | Posizione massima |
| -------------------------------- | ----------------- |
| Australia                        | 3                 |
| Austria                          | 1                 |
| Belgio (Fiandre)                 | 1                 |
| Canada                           | 1                 |
| Europa                           | 2                 |
| Finlandia                        | 5                 |
| Francia                          | 3                 |
| Germania                         | 2                 |
| Irlanda                          | 2                 |
| Norvegia                         | 4                 |
| Nuova Zelanda                    | 8                 |
| Paesi Bassi                      | 1                 |
| Regno Unito                      | 2                 |
| Spagna                           | 7                 |
| Stati Uniti                      | 1                 |
| Stati Uniti (adult contemporary) | 21                |
| Stati Uniti (R&B)                | 20                |
| Svezia                           | 2                 |
| Svizzera                         | 1                 |

### Classifiche di fine anno
| Classifica (1989) | Posizione |
| ----------------- | --------- |
| Belgio (Fiandre)  | 8         |
| Canada            | 18        |
| Germania          | 33        |
| Paesi Bassi       | 2         |
| Regno Unito       | 15        |
| Stati Uniti       | 16        |
| Classifica (1990) | Posizione |
| Australia         | 9         |
| Germania          | 25        |
| Svizzera          | 13        |